# Thyreodon umbrifer
Thyreodon umbrifer är en stekelart som först beskrevs av Porter 1989.  Thyreodon umbrifer ingår i släktet Thyreodon och familjen brokparasitsteklar. Inga underarter finns listade i Catalogue of Life.